# لی شوای
لی شوای (انگلیسی: Li Shuai؛ زادهٔ ۱۸ ژوئن ۱۹۹۵) بازیکن فوتبال اهل چین است.
از باشگاه‌هایی که در آن بازی کرده‌است می‌توان به باشگاه فوتبال دالیان پروفشنال اشاره کرد.
وی همچنین در تیم‌های ملی فوتبال زیر ۲۳ سال و بزرگسالان چین بازی کرده‌است.